# Oneirodes macrosteus
Oneirodes macrosteus es una especie de pez del género Oneirodes, familia Oneirodidae, orden Lophiiformes. Fue descrita científicamente por Pietsch en 1974.
Especie inofensiva para el ser humano. Puede alcanzar los 1000 metros de profundidad.

## Descripción
Su longitud total es de 20,6 centímetros.

## Distribución
Se distribuye por el Atlántico.